# Pimentelia ochracea
Pimentelia ochracea es una especie de insecto coleóptero de la familia Chrysomelidae. Fue descrita científicamente en 1939 por Laboissiere.